# Mother Earth
Mother Earth er det andet studiealbum fra det hollandske goth metalband Within Temptation. Efter udgivelsen 21. august 2001 blev den hurtig en succes i bandets hjemland, solgte platin i Holland og guld i Belgien, platin i Tyskland som tilføjelse til præstationen ved TMF/MTV Awards i begge lande. Der er solgt over 350.000 eksemplarer af albummet i Europa.
Albummet fik lov til at blive solgt i Tyskland og dets nabolande i januar 2003 som en speciel forlænget udgave med fire bonusnumre. Samme udgave kom til England september 2004.

## Sange
1. "Mother Earth" – 5:29
2. "Ice Queen" – 5:20
3. "Our Farewell" – 5:18
4. "Caged" – 5:47
5. "The Promise" – 8:00
6. "Never-Ending Story" – 4:02
7. "Deceiver of Fools" – 7:35
8. "Intro" – 1:06
9. "Dark Wings" – 4:14
10. "Perfect Harmony" – 6:58
11. "World of Making Believe" – 4:47

Bonusnumre
1. "Deep Within (Live)"
2. "The Dance (Live)"
3. "Restless (Classical version)"
4. "Bittersweet (B-side)"

## Sange (2003-udgaven)
1. "Mother Earth" – 5:29
2. "Ice Queen" – 5:20
3. "Our Farewell" – 5:18
4. "Caged" – 5:46
5. "The Promise" – 8:00
6. "Never-Ending Story" – 4:02
7. "Deceiver of Fools" – 7:35
8. "Intro" – 1:05
9. "Dark Wings" – 4:14
10. "In Perfect Harmony" – 6:58

Bonusnumre
1. "Restless" – 4:43
2. "Bittersweet" – 3:21
3. "Enter (Live in Utrecht 1998)" – 6:39
4. "The Dance (Live in Utrecht 1998)" – 4:53